# Икэда, Кикунаэ
Кикунаэ Икэда (яп. 池田 菊苗 Икэда Кикунаэ, 8 октября 1864, Киото — 3 мая 1936, Токио) — японский химик.

## Биография
Учился в Токийском университете на химическом отделении факультета естественных наук. С 1891 года — профессор Цукубского университета. В 1899 году продолжил обучение физической химии в Лейпцигском университете, а затем в Лондоне. В 1902 году получил степень доктора естественных наук в Токийском университете.
В 1907 году Икэда обратил внимание, что пища, сдобренная водорослями комбу, имеет характерный вкус, отличающийся от традиционного деления на солёный, сладкий, кислый и горький. Этот пятый, «мясной» вкус, Икэда назвал умами и обнаружил, что он возникает в результате присутствия в водоросли глутаминовой кислоты.
В 1908 году он выделил глутамат натрия из водорослей и установил взаимосвязь между глутаматом и усиливающим вкус действием комбу. В 1909 году Кикунаэ Икэде был выдан патент на производство глутамата натрия, который стали выпускать в Японии на продажу под названием «адзи-но-мото» (корень вкуса). Для производства этой приправы была создана компания Ajinomoto.
После ухода на пенсию в 1923 году Кикунаэ Икэда отдал все силы организации собственного производства. Сегодня глутамат натрия — одна из наиболее распространённых пищевых добавок.

## Награды
- Орден Священного сокровища 3 степени (18 декабря 1912)[3]
- Орден Священного сокровища 6 степени (26 декабря 1903)[4]